# Armas Ramstedt
Armas Zakeus Israel Ramstedt, född 24 juli 1894 i S:t Marie, död 7 september 1979 i Helsingfors, var en finländsk författare och direktör.
Ramstedt var son till maskinarbetaren Gustaf Adolf Ramstedt och Edla Mathilda, född Holmberg. I familjen föddes elva barn, däribland språkforskaren Gustaf John Ramstedt, riksdagsledamoten Emanuel Ramstedt och sångaren Rafael Ramstedt. Armas var yngst av brödraskaran. Ramstedt var far till Freja Ramstedt, hustru till bergsingenjören Karl Björzén.
Ramstedt blev filosofie magister och specialiserade sig inom indoeuropeisk filologi, engelsk filosofi, litteraturhistoria och biologi. Han var sedan 1951 medlem av Sällskapet Bokvännerna i Finland, där han bidrog med över 4 000 volymer inom sina intresseområden. Han författade även ett antal böcker och tidskrifter om interlingvistik och konstgjorda språk. Bland annat var Ramstedt stark förespråkare av interlingue, som han också skrev diverse avhandlingar om.

## Publikationer

### Artiklar i Cosmoglotta
- Li articul li, in  Cosmoglotta A 043 (nov-dec 1927)[6]
- Novam e Novial. Du nov projectes de lingue international, in Cosmoglotta A 051-052 (aug-sep 1928)[7]
- Li preterit per -t, in Cosmoglotta A 042 (sep-oct 1927)[8]
- Finale del adjectives, in Cosmoglotta A 048 (may 1928)[9]
- Li conjunction "quam"[10]
- Mondial, un nov projecte de mundlingue, in Cosmoglotta A 132 (dec 1946)[11]

### Böcker
- (1927) Occidental, ett Västerlandski Kultursprak[12]
- (1929) Okzidental-Kursus in 10 Lektionen (it esset traductet a anglesi de Dave MacLeod in 2018-2019).
- (1930) Li question del tema verbal e del sones mollat in li  lingue international, un studie presentat al Occidental-Academie con A. Creux, Dr. J. Aschwanden e Dr. H. Nidecker, Occidental-Buró, Chapelle (Vaud), Svissia[12].
- (1950) Li psychologic e sociologic caractere del lingues, Interlingue-Institute[13]

### Andra
- Occidental, aldrig Esperanto[14]